# Sweet heart (globeの曲)
「sweet heart」（スウィート・ハート）は、globeの15枚目のシングル。1998年9月30日にavex globeから発売された。

## 背景
「BRAND NEW globe 4 SINGLES」（シングル4作連続リリース）の第3弾として発売。
FORD「COUNTDOWN FESTIVAL」キャンペーンソングに起用された。
2025年現在、globe最後のオリコンチャート1位を獲得したシングルとなっている。

## 制作
KEIKO・MARCはドラムンベースとポピュラー音楽が交互に行き交う構成に対してどう歌い上げるかに悩み、最終的に「何かを口ずさむくらいのノリで、感情面はあまり考えずに淡々と歌おう」と決めた。
MARCは小室から「ラガマフィン調に頼むよ」と注文され、それと同時に煽るような感情を込めて歌い上げたが、何時間もテイクを重ねても出来に納得できず、泣き寝入りした。それでも小室は「いいよ、大丈夫だよ」と出来を褒め、その評価に救われた。
MARCが担当した歌詞は最初は全く内容が異なり、最初にKEIKOのボーカルだけが入っているラフミックスをMARCがお忍びでクラブで流した。それを切っ掛けに「音は大きい音量で、身体を駆使して聞く方が比べ物にならない程に気持ちいい」ということを思い出して、その経験を元に歌詞を全て書き直した。
KEIKOは歌録りは30分で終わったが、MARCは2日間かかった。

## ミュージック・ビデオ
「BRAND NEW globe 4 SINGLES」の4作品は一貫して『悪夢』をテーマにしたミュージック・ビデオ（MV）が制作されている。この楽曲では『TKが見た悪夢』をテーマにMVが制作された。「ライブ以外での破壊的な小室」をテーマにしている。

## 収録曲
| 全作詞: 小室哲哉・MARC、全作曲・編曲: 小室哲哉。 |                                      |                  |            |      |
| #                                                | タイトル                             | 作詞             | 作曲・編曲 | 時間 |
| 1.                                               | 「sweet heart (Straight Run)」       | 小室哲哉 ・ MARC | 小室哲哉   | 4:50 |
| 2.                                               | 「sweet heart (LA Intensive Remix)」 | 小室哲哉 ・ MARC | 小室哲哉   | 6:42 |
| 3.                                               | 「sweet heart (Instrumental)」       | 小室哲哉 ・ MARC | 小室哲哉   | 4:50 |
| 合計時間:                                        | 合計時間:                            | 16:22            |            |      |

クレジット
- Produced : 小室哲哉
- Mixed, Remixed : Dave Ford
- Additional productions (#2) : Errol Reid

## 収録アルバム
sweet heart
- Relation（アルバムバージョン）
- CRUISE RECORD 1995-2000
- globe decade -single history 1995-2004-
- 15YEARS -BEST HIT SELECTION-（アルバムバージョン）